# Volejbal na Letních olympijských hrách 1980 – muži
Turnaj se odehrál v rámci XXII. olympijských her ve dnech 20. července – 1. srpna 1980 v Moskvě.
Turnaje se zúčastnilo 10 mužstev, rozdělených do dvou pětičlenných skupin. První dvě mužstva postoupila do play off, týmy na třetím a čtvrtém místě hrály o páté až osmé místo, týmy na pátém místě hrály o deváté místo. Olympijským vítězem se stalo mužstvo Sovětského svazu.

## Medailisté
| Zlato   | Sovětský svaz (URS) |
| Stříbro | Bulharsko (BUL)     |
| Bronz   | Rumunsko (ROU)      |

## Skupina A
|    |           | URS | BUL | CUB | TCH | ITA | V | P | Skóre | B |
| 1. | SSSR      | *** | 3:0 | 3:0 | 3:1 | 3:0 | 4 | 0 | 12:1  | 8 |
| 2. | Bulharsko | 0:3 | *** | 3:1 | 3:0 | 3:1 | 3 | 1 | 9:5   | 7 |
| 3. | Kuba      | 0:3 | 1:3 | *** | 2:3 | 3:0 | 1 | 3 | 6:9   | 5 |
| 4. | ČSSR      | 1:3 | 0:3 | 3:2 | *** | 2:3 | 1 | 3 | 6:11  | 5 |
| 5. | Itálie    | 0:3 | 1:3 | 0:3 | 3:2 | *** | 1 | 3 | 4:11  | 5 |

 Kuba -  Itálie 3:0 (15:7, 15:8, 15:6)
20. července 1980 (19:30) – Moskva
 SSSR -  Československo 3:1 (15:13, 15:10, 13:15, 15:7)
20. července 1980 (19:30) – Moskva
 Itálie -  Československo 3:2 (8:15, 15:5, 10:15, 15:8, 15:7)
22. července 1980 (19:30) – Moskva
 Bulharsko -  Kuba 3:1 (15:7, 15:8, 6:15, 15:8)
22. července 1980 (19:30) – Moskva
 Bulharsko -  Československo 3:0 (15:12, 15:5, 15:7)
24. července 1980 (19:30) – Moskva
 SSSR -  Itálie 3:0 (15:2, 15:7, 15:10)
24. července 1980 (19:30) – Moskva
 Československo -  Kuba 3:2 (15:11, 13:15, 2:15, 16:14, 15:9)
26. července 1980 (17:30) – Moskva
 SSSR -  Bulharsko 3:0 (15:6, 15:8, 15:10)
26. července 1980 (19:30) – Moskva
 Bulharsko -  Itálie 3:1 (15:9, 15:9, 6:15, 15:9)
28. července 1980 (17:30) – Moskva
 SSSR -  Kuba 3:0 (15:10, 15:13, 15:11)
28. července 1980 (19:30) – Moskva

## Skupina B
|    |            | POL | RUM | BRA | YUG | LIB | V | P | Skóre | B |
| 1. | Polsko     | *** | 3:1 | 2:3 | 3:1 | 3:0 | 3 | 1 | 11:5  | 7 |
| 2. | Rumunsko   | 1:3 | *** | 3:1 | 3:1 | 3:0 | 3 | 1 | 10:5  | 7 |
| 3. | Brazílie   | 3:2 | 1:3 | *** | 2:3 | 3:0 | 2 | 2 | 9:8   | 6 |
| 4. | Jugoslávie | 1:3 | 1:3 | 3:2 | *** | 3:0 | 2 | 2 | 8:8   | 6 |
| 5. | Libye      | 0:3 | 0:3 | 0:3 | 0:3 | *** | 0 | 4 | 0:12  | 4 |

 Rumunsko -  Libye 3:0 (15:3, 15:1, 15:1)
20. července 1980 (17:30) – Moskva
 Polsko -  Jugoslávie 3:1 (15:11, 11:15, 15:3, 15:7)
20. července 1980 (17:30) – Moskva
 Jugoslávie -  Brazílie 3:2 (8:15, 15:12, 10:15, 15: 4, 15:12)
22. července 1980 (17:30) – Moskva
 Polsko -  Rumunsko 3:1 (9:15, 15:12, 15:13, 15:13)
22. července 1980 (17:30) – Moskva
 Polsko -  Libye 3:0 (15:1, 15:3, 15:1)
24. července 1980 (17:30) – Moskva
 Rumunsko -  Brazílie 3:1 (13:15, 15:4, 15:12, 15: 3)
24. července 1980 (17:30) – Moskva
 Brazílie -  Libye 3:0 (15:1, 15:2, 15:6)
26. července 1980 (17:30) – Moskva
 Rumunsko -  Jugoslávie 3:1 (15:9, 16:14, 8:15, 15:12)
26. července 1980 (19:30) – Moskva
 Brazílie -  Polsko 3:2 (13:15 18:20, 17:15, 15:11, 15:5)
28. července 1980 (17:30) – Moskva
 Jugoslávie -  Libye 3:0 (15:2, 15:1, 15:1)
28. července 1980 (19:30) – Moskva

## Semifinále
Bulharsko -  Polsko 3:0 (15:13, 15:13, 15:7)
31. července 1980 (17:30) – Moskva
 SSSR -  Rumunsko 3:0 (15:6, 15:10, 15:5)
31. července 1980 (19:30) – Moskva

## Finále
SSSR -  Bulharsko 3:1 (15:7, 15:13, 14:16, 15:11)
31. července 1980 (21:30) – Moskva

## O 3. místo
Rumunsko -  Polsko 3:1 (15:10, 9:15, 15:13, 15:9)
31. července 1980 (19:30) – Moskva

## O 5. - 8. místo
Brazílie -  Československo 3:0 (16:14, 15:11, 15:9)
31. července 1980 (17:30) – Moskva
 Jugoslávie -  Kuba 3:2 (12:15, 5:15, 15:12, 16:14, 15:2)
31. července 1980 (19:30) – Moskva

## O 5. místo
Brazílie -  Jugoslávie 3:2 (14:16, 15:9, 8:15, 15:10, 15: 8)
31. července 1980 (20:20) – Moskva

## O 7. místo
Kuba -  Československo 3:1 (14:16, 15:7, 15:10, 15:6)
31. července 1980 (17:30) – Moskva

## O 9. místo
Itálie -  Libye 3:0 (15:2, 15:1, 15:4)
30. července 1980 (11:00) – Moskva

## Soupisky
1.  SSSR
| - Vladimir Chernyshov - Vladimir Dorokhov - Aleksandr Ermilov - Vladimir Kondra | - Valeriy Kryvov - Fedir Lashchonov - Viljar Loor - Oleg Moliboga | - Yuriy Panchenko - Aleksandr Savin - Pāvels Seļivanovs - Vyacheslav Zaytsev |

2.  Bulharsko
| - Yordan Angelov - Dimitar Dimitrov - Stefan Dimitrov - Stoyan Gunchev | - Hristo Iliev - Petko Petkov - Kaspar Simeonov - Hristo Stoyanov | - Mitko Todorov - Tsano Tsanov - Emil Valtchev - Dimitar Zlatanov |

3.  Rumunsko
| - Marius Căta-Chiţiga - Valter Chifu - Laurenţiu Dumănoiu - Günther Enescu | - Dan Gîrleanu - Sorin Macavei - Viorel Manole - Florin Mina | - Corneliu Oros - Nicolae Pop - Constantin Sterea - Nicu Stoian |

5.  Československo
| - Igor Prieložný - Pavel Valach - Vladimir Sirvoň - Ján Repák | - Josef Novotný - Jaroslav Šmíd - Vlastimil Lenert - Jaroslav Kopet | - Ján Cifra - Pavel Řeřábek - Josef Pick - Cyril Krejčí |

Trenéři: Pavel Schenk a Zdeněk Václavík

## Konečné pořadí
| XXII. | Olympijské hry | Z | V | P | Skóre | B  |
| ----- | -------------- | - | - | - | ----- | -- |
| 1.    | SSSR           | 6 | 6 | 0 | 18:9  | 12 |
| 2.    | Bulharsko      | 5 | 4 | 1 | 14:3  | 9  |
| 3.    | Rumunsko       | 6 | 4 | 2 | 14:7  | 10 |
| 4.    | Polsko         | 5 | 2 | 3 | 8:9   | 7  |
| 5.    | Brazílie       | 6 | 4 | 2 | 13:8  | 10 |
| 6.    | Jugoslávie     | 6 | 2 | 4 | 10:13 | 8  |
| 7.    | Kuba           | 5 | 2 | 3 | 8:11  | 7  |
| 8.    | ČSSR           | 5 | 0 | 5 | 2:15  | 5  |
| 9.    | Itálie         | 4 | 0 | 4 | 0:12  | 4  |
| 10.   | Libye          | 4 | 0 | 4 | 0:12  | 4  |